# Gland (Aisne)
Gland é uma comuna francesa na região administrativa de Altos da França, no departamento de Aisne.